# Albrecht Schäfer
Albrecht Schäfer  (* 1967 in Stuttgart) ist ein deutscher Bildhauer und Installationskünstler.

## Biografie
Albrecht Schäfer ist in Biberach an der Riß aufgewachsen und lebt seit 1995 in Berlin. Er studierte von 1988 bis 1995 an der Hochschule für Bildende Künste Braunschweig, am Chelsea College of Art and Design in London und an der Akademie der Bildenden Künste München.
2010 erhielt er einen Ruf als Professor an die Kunsthochschule Berlin-Weißensee.

## Werk
In seiner Arbeit beschäftigt sich Albrecht Schäfer mit einfachen architektonischen Situationen oder alltäglichen Gegenständen und Materialien, die mit reduzierten Mitteln verfremdet werden. Dadurch entstehen auf den ersten Blick häufig abstrakt aussehende Rauminstallationen, Objekte, Zeichnungen und Videos, die ungewohnte poetische Assoziationen erzeugen.
Seit 2014 arbeitet Albrecht Schäfer vorwiegend im Medium der Malerei.

## Auszeichnungen
- 1996: Bayerisches Nachwuchsförderstipendium
- 2000: Stipendium der Kunststiftung Baden-Württemberg
- 2000: Arbeitsstipendium des Senates Berlin
- 2002: Villa Concordia, Bamberg
- 2003: Konrad-Adenauer-Stiftung, Berlin
- 2005: Arbeitsstipendium der Stiftung Kunstfonds
- 2006: Villa Aurora, Los Angeles
- 2006: H.W. & J. Hector-Kunstpreis der Kunsthalle Mannheim

## Einzelausstellungen (Auswahl)
- 2003: Malevich Museum Biberach, Artists Space, New York
- 2005: Albrecht Schäfer, IPS International Project Space, Birmingham
- 2006: Frischzelle_04, Kunstmuseum Stuttgart
- 2008: Winds and Windings, KW Institute for Contemporary Art, Berlin
- 2008: Albrecht Schäfer, Neuer Aachener Kunstverein
- 2008: H.W.&J. Hector Kunstpreis 2006, Kunsthalle Mannheim
- 2010: Ocellus, Lichthaus Arnsberg
- 2010: Ein Tag, Museum Morsbroich Leverkusen
- 2010: Albrecht Schäfer, Katrin Sonntag, Gaudel de Stampa, Paris
- 2011: At the Moment, Galerie Kamm
- 2012: Farbige Schatten, Goethe-Institut, Dublin
- 2016: Was vom Tag übrig bleibt, Grieder Contemporary, Zürich